# Organización del Cuerpo de Marines de los Estados Unidos

Escudo del Cuerpo de Infantería de Marina de Estados Unidos.

El Cuerpo de Marines de los Estados Unidos está organizado al interior del Departamento de la Armada, que es liderado por el Secretario de la Armada. El oficial infante de marina con la jerarquía más alta es el Comandante del Cuerpo de Marines, responsable de organizar, reclutar, entrenar y equipar al Cuerpo de Infantería de Marina de tal forma que este listo para operar bajo el mando de los Comandantes de Combate Unificados. El Cuerpo de Marines está organizado en cuatro subdivisiones principales: Cuartel General del Cuerpo de Marines, las fuerzas operacionales, la organización de apoyo y las fuerzas de reserva del Cuerpo de Marines.
Las fuerzas operacionales además se subdividen nuevamente en tres categorías: las fuerzas de infantería de marina asignadas al Comando de Combate Unificado, las Fuerzas de Seguridad del Cuerpo de Marines que resguardan las instalaciones navales y los destacamentos de la Guardia de Seguridad del Cuerpo de Marines en las embajadas estadounidenses. Por el memorándum "Fuerzas para los Mandos Unificados", las fuerzas de los mariens están asignadas a cada uno de los comandos de combate unificados regionales a discreción del Secretario de Defensa y con la aprobación del presidente. Desde el año 1991, el Cuerpo de MArines ha mantenido un componente de cuarteles generales en cada uno de los comandos de combate unificados regionales.
Las Fuerzas del Cuerpo de Marines se dividen adicionalmente en Comando de las Fuerzas del Cuerpo de Marines de Estados Unidos (consistente de la II Fuerza Expedicionaria de Marines) y la United States Marine Corps Forces, Pacific (I Fuerza Expedicionaria de Marines y III Fuerza Expedicionaria de Marines). El comandante de la primera también sirve como el comandante general para la Fleet Marine Force, Atlantic, Fuerzas del Cuerpo de Marines de Estados Unidos, Europa y África, Fuerzas del Cuerpo de Marines de Estados Unidos, Sur, Fuerzas del Cuerpo de Marines, Estratégicas e Instalaciones del Cuerpo de Marines del Oriente; mientras que el último sirve como el comandante de la Fleet Marine Force, Pacific, el Comando Central del Cuerpo de Marines de Estados Unidos y las Instalaciones del Cuerpo de Marines de Occidente.
La Organización de Apoyo incluye al Comando de Desarrollo del Combate del Cuerpo de Marines, los centros de entrenamiento de reclutas], Comando Logístico del Cuerpo de Marines las bases aéreas de los marines, el Comando de Reclutamiento del Cuerpo de Marines y la Banda de Música del Cuerpo de Marines de Estados Unidos.

## Relaciones con los otros servicios uniformados
Dado que tanto el Cuerpo de Marines de los Estados Unidos como el Ejército de Estados Unidos creen que sus capacidades de combate se solapan entre sí, históricamente han visto a la otra rama como un usurpador de sus capacidades y han competido por financiamiento, misiones y reconocimiento. En las secuelas de la Segunda Guerra Mundial, los esfuerzos del ejército para reestructurar el complejo de defensa estadounidense involucraron la disolución del Cuerpo de Narines y la integración de sus capacidades en otros servicios. Liderando este movimiento estuvieron prominentes oficiales del ejército tales como el general Dwight Eisenhower, quien posteriormente fue elegido presidente de Estados Unidos y el jefe de Estado Mayor del Ejército George C. Marshall.
El Cuerpo de Marines es una rama del Departamento de la Armada junto con la Armada de Estados Unidos. Tanto el Jefe de Operaciones Navales como el Comandante del Cuerpo de Marines , jefes de sus respectivos servicios, informan directamente al Secretario de la Armada. Como un resultado, la Armada y el Cuerpo de Infantería de Marina tienen una estrecha relación, más que con cualquier otra rama de las Fuerzas Armadas de Estados Unidos. Reciente informes y literatura promocional han usado frecuentemente la frase "Equipo Armada-Cuerpo de Infantería de Marina".
Esta relación surge ya que la Armada proporciona el transporte, la logística, apoyo médico y servicios religiosos así como apoyo al combate para poner a las unidades de la infantería de marina en combate donde ellas necesitan estar. Así mismo, loz marines son responsables por llevar a cabo las operaciones terrestres para apoyar a las campañas navales, incluyendo la captura de bases aéreas y navales. Todos los programas de aviación de los marines excepto por programas específicos de mando y control y de defensa aérea son financiados por la Armada y los oficiales del Cuerpo de Marines están asignados a la Oficina del Jefe de Operaciones Navales Rama de Guerra Aérea (N88) para representar sus intereses y servir como oficiales de acción. Por mandato del congreso, la posición de OPNAV Rama de Guerra Expedicionaria esta ocupada por un general de los marines.
El Cuerpo de Marines coopera con la Armada en muchos servicios de apoyo institucionales. El Cuerpo recibe una porción significativa de sus oficiales desde la Academia Naval de Estados Unidos y de los Cuerpo de Entrenamiento de Oficial de Reserva Naval, cuyo personal es parcialmente completado por marines. Los instructores militares del Cuerpo de Marines contribuyen al entrenamiento de los oficiales navales en la Escuela de Candidatos a Oficial. Los aviadores de los marines son entrenados en las instalaciones de entrenamiento de la aviación naval y utilizan las escuelas de armas y de pilotos de prueba navales. Actualmente, los portaaviones de la Armada se despliegan con un escuadrón de F/A-18 Hornet del Cuerpo de Marines. El equipo de vuelo acrobático Blue Angels incluye a un piloto marines y es apoyado por un avión C-130 Hércules de los marines.
Dado que los marines no entrena capellanes o personal personal médico, oficiales y marineros de la Armada llenan estas posiciones. Algunos de estos marineros, particularmente los enfermeros de combate, generalmente visten los uniformes del Cuerpo de Marines marcados con insignias de los marines pero con marcas de nombres de la Armada de Estados Unidos con el propósito que sean distintivos a los propios compatriotas pero indistinguibles a los enemigos. Los marines también operan un equipo de seguridad de la red en conjunto con la Armada. Los marines y marineros comparten la mayoría de galardones específicos a la rama, como la Cruz de la Armada, la Medalla de Honor y otras medallas semejantes; mientras un ejemplo de las pocas medallas solo para los marines la Medalla de Buena Conducta.

## Fuerza de Tareas Aero-Terrestre de Marines

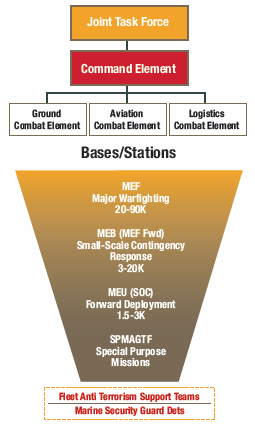
Estructura básica de una Fuerza de Tareas Aero-Terrestre de Marines.

La estructura básica para las unidades del Cuerpo de Marines es la Fuerza de Tareas Aero-Terrestre de Marines, una estructura flexible que puede variar en tamaño. Una MAGTF está compuesta de cuatro elementos: el elemento de comando, el elemento terrestre de combate, el elemento aéreo de combate y el elemento de logística de combate. Una MAGTF puede operar en forma independiente o como parte de una coalición más grande. Es una organizacional temporal formada para una misión específica y se disuelve después de completar esa misión.
La estructura de la MAGTF refleja una fuerte tradición del Cuerpo hacia la auto-suficiencia y un compromiso hacia las armas combinadas, ambos aspecto esenciales a una fuerza expedicionaria que a menudo se le requiere actuar en forma independiente en situaciones discretas y sensibles a los plazos. La historia del Cuerpo de Infantería de Marina le ha llevado a un recelo hacia confiar demasiado en sus servicios hermanos y hacia las operaciones conjuntas en general.[cita requerida]
Una MAGTF varía en tamaño desde la más pequeña, una Unidad Expedicionaria de Marines ( basada alrededor de un batallón reforzado de infantería y un escuadrón compuesto, hasta las más grande, una Fuerza Expedicionaria de Marines, que unifica a una división, un Ala Aérea y un grupo logístico bajo un Grupo de Cuartel General de la MEF.
Las tres Fuerzas Expedicionarias de la Infantería de Marina son:
- I Fuerza Expedicionaria de Marines localizada en Camp Pendleton, California
- II Fuerza Expedicionaria de Marines localizada en Camp Lejeune, Carolina del Norte
- III Fuerza Expedicionaria de Marines localizada en Camp Courtney, Okinawa, Japón

### Unidad Expedicionaria de Marines
Cada una de las siete MEU (Unidad Expedicionaria de Marines), están asignadas a una flota de la Armada como componentes de la Fleet Marine Force: tres a la Flota del Atlántico (basadas en Camp Lejeune) y cuatro a la Flota del Pacífico (tres basadas en Camp Pendleton y una en Okinawa). Cada una es comandada por un coronel con experiencia en armas de combate ya sea infantería o piloto de combate. Los componentes de la MEU consisten de un elemento de comando, un elemento terrestre de combate, un elemento aéreo de combate y un elemento de logística de combate cada uno de ellos comandado por un teniente coronel. Las rotaciones de las MEU están diseñadas de tal forma que mientras una MEU está desplegada otra está entrenando para ser desplegada y otra está en reequipamiento e intercambiando unidades. Cada MEU es entrenada durante su periodo de acondicionamiento para llevar a cabo tareas de operaciones especiales y luego es designada como una MEU (SOC) (Capaz de Operaciones Especiales. Cada una de las MEU puede adaptar su equipamiento a las tareas que se espera desarrollar.
Los componentes de la MEU son:
- Elemento de Mando
- Elemento Aéreo de Combate (un escuadrón compuesto organizado con una variedad de plataformas)
- Elemento Terrestre de Combate (un elemento de combate terrestre, un batallón de infantería, conocido como el "Batallón Equipo de Desembarco", organizado de acuerdo a la tarea y reforzado con otros elementos orgánicos tales como tanques, artillería y ingenieros de combate)
- Elemento Logístico de Combate (proporciona las seis áreas funcionales de los servicios de apoyo al combate a la MEU)

Normalmente, una MEU está bajo el control operacional de, pero no se despliegue más con este, un Grupo Expedicionario de Ataque (que reemplazó al Grupo Preparado Anfibio), y está compuesto de buques anfibios de la Armada ("clase L") (un LHD o LHA que sirven como buque insignia del Escuadrón Anfibio, LSD y LPD que embarcan a la MEU), buques escoltas (tales como destructores clase Arleigh Burke, cruceros clase Ticonderoga, fragatas clase Oliver Hazard Perry y un submarino clase Los Ángeles), y las embarcaciones de desembarco requeridas para transporta a la MEU a la playa de desembarco, tales como embarcaciones LCAC, LCU, Vehículo de Asalto Anfibio/Vehículo de Combate Expedicionario (aunque la MEU puede utilizar los helicópteros integrados a su estructura y embarcados a bordo del LHD o LHA). El comandante del componente de teatro puede usar al ESG en su totalidad o separar a unidades como sea necesario, aunque la MEU usualmente permanece a bordo de los buques del ESG para usarlos como su principal base de operaciones. Esta habilidad de permanecer en alta mar y "más allá del horizonte" hasta que se les requiera es una capacidad única del ESG/MEU.

### Elementos Terrestres de Combate
La organización básica de las unidades de infantería del Cuerpo de Marines sigue la "regla de tres", la que coloca tres subordinados bajo un comandante, sin considerar a los elementos de apoyo. La organización y armas están indicados en la Tabla de Organización y Equipamiento estándar del Cuerpo de Marines. Nótese que esto son principios, que de acuerdo a las necesidades de personal y de la misión las unidades pueden desviarse de la TOE (por ejemplo: con cuatro unidades subordinadas en vez de tres, o un comandante cuyo rango está por sobre o por debajo del rango especificado para esa unidad). Las unidades de apoyo tienen sus propias especificaciones de organización y equipamiento, pero generalmente también siguen la "regla de tres".
- Un equipo de fuego es el elemento básico del GCE. Consiste de cuatro imarines: el líder de la escuadra y granadero (equipado con M4/M16 y con un lanzagranadas M203), un fusilero (con un M4/M16), un asistente de ametralladora ligera (con un M4/M16), y un operador de ametralladora ligera (con una ametralladora ligera M249 SAW, rifle automático de infantería M27 - aprobado como el Arma Automática de Escuadra pero que no ha reemplazado completamente a la M249 SAW. Actualmente los marines aún están siendo entrenados en el uso de la M249). El líder de la escuadra normalmente es un cabo interino o cabo.
- Una escuadra está compuesta de tres secciones, y adicionalmente un cabo o sargento como líder de escuadra. Una escuadra es capaz de integrar una variedad de adiciones provistas desde el pelotón de armas.
- Un pelotón de fusileros consiste de tres escuadras y un elemento de cuartel general compuesto de un comandante de pelotón, un sargento de pelotón y un enfermero de combate de la Armada (puede haber dos enfermeros de combate de la Armada en pelotones más grandes). El sargento de pelotón, usualmente un Sargento de Estado Mayor o un Sargento de Artillería, asesoran al comandante en la toma de decisiones, usualmente un Teniente primero o segundo.
- Un pelotón de armas cambiará sus escuadras por:[6][7]

- una sección con morteros de 60 mm (tres escuadras, cada una con un mortero M224 y tres marines, todos ellos al mando de un líder de sección);
- una sección de asalto (tres escuadras, cada una de dos equipos, cada uno consistiendo de un SMAW y dos infantes de marina), liderados por un líder de sección (trece marines en total); y
- una sección de ametralladora media (tres escuadras, cada una compuesta de un líder de escuadra y dos equipos, con cada uno de estos consistentes de una M240G y tres marines).

Liderada por un teniente primero o segundo.
- Una compañía de fusileros consiste en tres pelotones de fusileros, un pelotón de armas y personal de apoyo. Es liderado por un  capitán, y normalmente cuenta con un vicecomandante y oficial ejecutivo, del rango de teniente primero.

Una compañía de armas está compuesta por un pelotón de  morteros de 81 mm, un pelotón  antiblindaje y un pelotón de  ametralladoras pesadas. Una compañía de cuartel general y servicios consiste de un pelotón de cuartel general, un pelotón de comunicaciones, un pelotón de servicios y la Estación de Primeros Auxilios de Batallón.
- Un batallón consiste de tres compañías de fusileros, una compañía de armas y una compañía de cuartel general y servicios, al mando de un teniente coronel.
- Un regimiento consiste de tres batallones, liderados por un coronel
- Una división, al mando de un mayor general, está compuesta por tres regimientos de infantería y un regimiento de artillería, unidades especializadas adicionales tales como tanques o blindados.

Una brigada, al mando de un brigadier general, es menos común en el Cuerpo de Marines, pero normalmente está compuesta de dos o más regimientos más unidades de apoyo.
Los batallones y unidades más grandes tienen un sargento mayor y un Oficial Ejecutivo como segundo en el mando, además de oficiales y otra dotación como parte de un  estado mayor para esa unidad compuesto entre otros de:  Administración (S-1),  Inteligencia (S-2),  Operaciones (S-3),  Logística (S-4),  Asuntos Civiles (S-5) (únicamente en tiempos de guerra) y  Comunicaciones (S-6). Las unidades del tamaño de batallón o más grandes pueden ser reforzadas agregando unidades de apoyo tales como unidades de  tanques o de artillería, como en los Equipos de Desembarco de Batallón abarcando los GCE de las  Unidades Expedicionarias de Marines.
Las cuatro divisiones del Cuerpo de Marines son:
- 1.ª División de Marines acuartelada en Camp Pendleton, California
- 2.ª División de Marines acuartelada en Camp Lejeune, Carolina del Norte
- 3.ª División de Marines acuartelada en Camp Courtney, Okinawa, Japón
- 4.ª División de Marines, una unidad de reserva con su cuartel general en Nueva Orleans, Luisiana, con unidades dispersas por todo el territorio de Estados Unidos.

En la Segunda Guerra Mundial, se formaron otras dos divisiones de infantería de marina: la 5.ª y la 6.ª, las que combatieron en la Guerra del Pacífico. Estas divisiones fueron desactivadas después del final de la guerra. La 5.ª División de Marines fue reactivada para prestar servicio en la Guerra de Vietnam pero fue nuevamente desactivada a principios de la década de 1970.

### Elemento Aéreo de Combate
La misión de la aviación de la Infantería de Marina es proporcionar al comandante del MAGTF con un Elemento Aéreo de Combate  capaz de llevar a cabo operaciones aéreas en apoyo de la captura y defensa de bases navales de avanzada, y de conducir tales operaciones de desembarco como le sea ordenado por el comandante de la Fuerza Conjunta.
El ACE apoya a la MAGTF proporcionando las seis funciones de la aviación de la infantería de marina: apoyo al asalto, guerra antiaérea, apoyo aéreo ofensivo, guerra electrónica, control de aviones y misiles y reconocimiento.
Las unidades de aviación está organizadas de la siguiente forma:
- Escuadrones de entre 6 y 15 aviones divididos en 7 a 8 secciones, al mando de un teniente coronel
- Grupos de entre 4 a 6 escuadrones, al mando de un coronel
- Alas compuestas de tres o más grupos al mando de un mayor general

Las cuatro alas de aviación de la infantería de marina son:
- 1.er Ala Aérea del Cuerpo de Marines acuartelada en la Base del Cuerpo de Marines de Camp Smedley D. Butler, Okinawa, Japón
- 2.ª Ala Aérea del Cuerpo de Marines acuartelada en la Estación Aérea del Cuerpo de Marines de Cherry Point, Carolina del Norte
- 3.ª Ala Aérea del Cuerpo de Marines acuartelada en la Estación Aérea del Cuerpo de Marines de Miramar, California
- 4.ª Ala Aérea del Cuerpo de Marines, una unidad de reserva acuartelada en Nueva Orleans, Luisiana, con unidades dispersas por todo el territorio de Estados Unidos.

### Elemento Logístico de Combate
Más allá de la logística, el LEC proporciona ingenieros, tropas de mantenimiento, personal médico, servicios de comunicación y otras unidades especializadas.
Los cuatro grupos logísticos del Cuerpo de Marines son:
- 1.er Grupo Logístico en Camp Pendleton, California
- 2.º Grupo Logístico en Camp Lejeune, Carolina del Norte
- 3.er Grupo Logístico  en Camp Kinser, Okinawa, Japón
- 4.º Grupo Logístico, una unidad de reserva acuartelada en Nueva Orleans, Luisiana, con unidades dispersas por todo el territorio de Estados Unidos.

## Componentes de Operaciones Especiales del Cuerpo de Marines
Aunque la noción de una contribución del Cuerpo de Marines a la guerra especial en el Mando de Operaciones Especiales de Estados Unidos fue considerada al inicio de la fundación del USSOCOM en la década de 1980, y que fue resistida por el Cuerpo de Marines. El comandante de ese entonces, Paul X. Kelley expresó la creencia popular de los marines deberían apoyar a marines, y que el Cuerpo no debería financiar una capacidad de guerra especial que no estaría apoyando las operaciones del Cuerpo de Marines. Sin embargo, la resistencia al interior del Cuerpo de Marines desapareció cuando sus líderes vieron como las "joyas de la corona" del Cuerpo - las Unidades Expedicionarias Marines 15.ª y 26.ª habilitadas para operaciones especiales - quedaron fuera de las primeras etapas de la Operación Enduring Freedom mientras que otras unidades de guerra especial lideraron el camino.
En el año 2006 después de un periodo de tres años de desarrollo, el Cuerpo de Marines estuvo de acuerdo en proporcionar una unidad de 2700 marines, el Comando de Operaciones Especiales de las Fuerzas del Cuerpo de Marines, que respondería directamente al USSOCOM.

### Comando de Operaciones Especiales del Cuerpo de Marines
El Comando de Operaciones Especiales del Cuerpo de Marines es el  componente de operaciones especiales del Cuerpo de Marines que se reporta al Comando de Operaciones Especiales de Estados Unidos. Actualmente, el MARSOC entrena, organiza, equipa y, cuando le es ordenado por el comandante del USSOCOM, despliega fuerzas de operaciones especiales del Cuerpo de Marines rganizados de acuerdo a la tarea asignada, escalables y de respuesta eficaz en todo el mundo en apoyo de los comandantes de combate y otras agencias.
El Grupo Asesor de Operaciones Especiales del Cuerpo de Marines previamente conocido como el FMTU, ha estado funcionando desde el año 2005, antes de que el MARSOC fuera formalmente activado durante una ceremonia del 24 de febrero efectuada en el Camp Lejeune, Carolina del Norte, donde ahora el MARSOC tiene si cuartel general. La compañía Fox, 2.º Batallón de Operaciones Especiales del Cuerpo de Marines fue la primera compañía de los batallones de Operaciones Especiales del Cuerpo de Marines en ser activado en la primavera del año 2006. Obteniendo su dotación a partir de la 2.ª Compañía de Fuerza de Reconocimiento, la que desapareció al transferir sus pelotones tanto al 2.º Batallón de Operaciones Especiales del MARSOC como a la nueva compañía (Delta) del 2.º Batallón de Reconocimiento.
- Un equipo de fuego es el elemento básico del Regimiento de Operaciones Especiales del Cuerpo de Marines. De la misma forma que los equipos de fuego en la infantería, los equipos de fuego del MSOR consisten de cuatro marines; un líder de equipo/granadero, un fusilero operador de arma automática, un fusilero asistente del operador de arma automática y un fusilero.
- Un Equipo de Operaciones Especiales está compuesto de tres equipos de fuego, y agrega un capitán como líder del equipo, un radio operador y un enfermero de combate de la Armada.
- Una Compañía de Operaciones Especiales, está compuesta de cuatro MSOT y está al mando de un mayor.
- Un Batallón de Operaciones Especiales , está compuesta de cuatro MSOC y está al mando de un teniente coronel.

Los tres Batallones de Operaciones Especiales son:
- 1.er Batallón de Operaciones Especiales acuartelado en Camp Pendleton, California.
- 2.º Batallón de Operaciones Especiales acuartelado en Camp Lejeune, Carolina del Norte.
- 3.er Batallón de Operaciones Especiales acuartelado en Camp Lejeune, Carolina del Norte.

### Fuerzas de Operaciones Especiales
Las fuerzas de Operaciones Especiales son las unidades del Cuerpo de Marines que están totalmente equipadas y preparadas para enfrentar cualquier acción hostil o de emergencia a nivel mundial. Siendo muy co-dependientes de la fuerza aero-terrestre, ellas son capaces de llevar a cabo operaciones especiales en una guerra convencional y a menudo se traslapan en la utilización de métodos no convencionales con otras fuerzas de operaciones especiales en las regiones marítimas. Muchas de las tareas que involucran misiones especiales son principalmente ejecutadas por unidades de apoyo a la infantería, como por ejemplo, las de reconocimiento, las ANGLICO y otras similares.